# Falta un vidrio
Falta un vidrio es el segundo álbum del músico y escritor uruguayo Leo Maslíah. Fue editado en 1981 por el sello Ayuí.

## Historia
De acuerdo a Raúl Caplán en “Leo Maslíah o el desencanto popular”, en los primeros discos de Maslíah, grabados durante la dictadura, “el desencanto es un horizonte opresor y omnipresente”.
Según el crítico, la canción “Agua podrida” refiere al estancamiento del país, “La Teresa” y “Vieja flaca” reflejan la miseria de las clases trabajadoras, y “Adiós Miguel” contrasta las ganancias materiales de la emigración por la crisis económica con las pérdidas afectivas, mientras que el autoritarismo aparece representado en “Empleada de oficina que atiende al público”, o en “María Clotilde”, donde un amante desengañado desquita su pérdida sometiendo al mozo de un bar.
Caplán también advierte que en “Cerrajería”, como en otras canciones, el desencanto es ético y moral, y se manifiesta desconfiando del prójimo, en tanto que de la canción “Súperman” escribe que "detrás de la figura del héroe de cómics se dibuja la de un poder que garantiza la propiedad, la seguridad y el orden público", lo que conecta con la tesis del libro Para leer al Pato Donald.
En 2002 Falta un vidrio fue reeditado por el sello Ayuí en formato CD junto con Recital especial.

## Versiones de otros artistas
“Agua podrida” fue versionada por Los Tontos en Los Tontos al natural (1987), con participación de Maslíah en piano.
"Superman" fue versionada por  Bufón en su álbum Amor Liviano (2005), con participación de Maslíah en teclados
"La moto" fue versionada por el grupo español Single en su álbum Rea (2014), introduciendo cambios en la estructura de las estrofas.

## Lista de canciones
Letras y músicas de Leo Maslíah.
Lado A
1. La moto
2. Los que hablaban siempre del tiempo
3. Artistas profesionales
4. Vieja flaca
5. María Clotilde
6. El rejunte
7. Adiós Miguel

Lado B
1. Súperman
2. La Teresa
3. Productos porcinos
4. Cerrajería
5. Empleada de oficina que atiende al público
6. Agua podrida

## Ficha técnica
Leo Maslíah: Voz, guitarras, charanguito, guitarra con cuerda no tradicional, piano, melódica, órgano, tasa esmaltada, vaso, colombina.
Carlos Morales: Guitarras en A1, A2, A3, A4, A7, B3 y B5, voz en A2 y A4.
Fernando Cabrera: Guitarra y voz en A2 y A7, coro en B1.
Daniel Magnone: Guitarra y voz en A2, voz en A7, coro en B1.
Gustavo Martínez: Guitarra y voz en A2, voz en A7, guitarra en B3, coro en B1.
Hugo Jasa: Batería en B6.
Estela Magnone: Coro en B1.
Mayra Hugo: Coro en B1.
Tomas de sonido y mezclas realizadas por Francisco Grillo en estudio La Batuta, entre el 17 de febrero y el 25 de junio de 1981, con un total de 35 horas 30 minutos de labor.
Idea de carátula de Leo Maslíah.
Fotografías de Roberto Mouriño.